# Perce
La perce est la forme intérieure du tuyau d'un instrument à vent. Le timbre et le comportement acoustique sont complètement tributaires de sa géométrie. C'est dans la perce que vibre la colonne d'air qui détermine les caractéristiques et la hauteur d'un son musical.

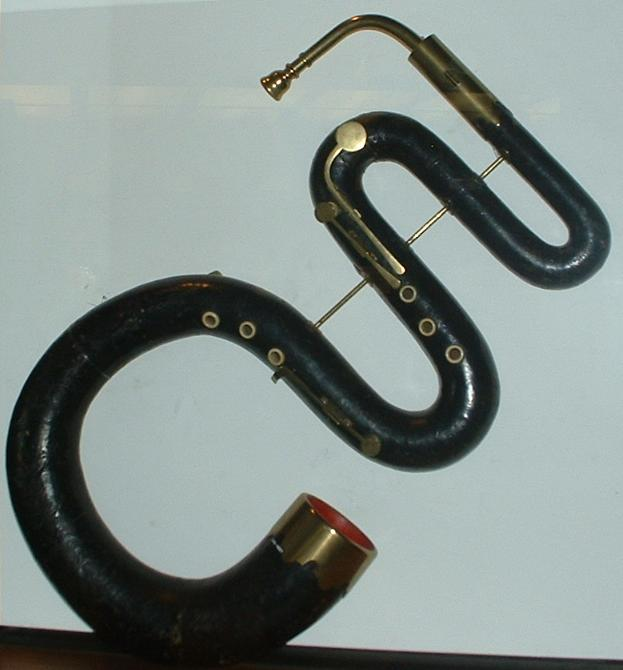
Le serpent, de perce conique, en S

Le terme vient du perçage effectué dans les morceaux de bois utilisés pour la fabrication de certains instruments ; à noter que chez les luthiers tourneurs sur bois, la « perce » est le nom donné aux forets spécifiques servant à les fabriquer ou les rectifier. Par extension, le mot est employé aussi pour les instruments en os, roseau, terre cuite, plastique, cuivre ou autres, même s'il ne correspond pas au procédé d'élaboration.
Presque toujours de section circulaire, la perce peut être parfois carrée comme certains jeux d'orgue.
Sur une longueur droite (flûte traversière), courbe (cornet à bouquin), en S (serpent) ou en grand U (basson), la perce peut être :
- cylindrique, de section constante comme pour la trompette, la clarinette, la flûte traversière, ou encore les cornemuses de Grande-Bretagne (à l'exception du chanter du Great Highland bagpipe) ; depuis la deuxième moitié du XXe siècle, les innovations survenues dans le domaine de la facture des clarinettes ont été l'introduction de la perce conique inversée puis de la perce poly-cylindrique ;
- conique, de section croissante depuis l'embouchure jusqu'au pavillon comme pour le cor, le saxophone, le hautbois, la bombarde ou la plupart des cornemuses de France ;
- inversement conique, de section décroissante depuis l'embouchure jusqu'au pavillon comme beaucoup de flûtes à bec ;
- globulaire, de forme plus ou moins sphérique comme l'ocarina.

## Galerie
La planche 17 du terme « Luthier » dans l'Encyclopédie méthodique - Arts et métiers  mécaniques (1784) montre différentes perces :
- Fig. 1, perce montée.
- Fig. 2, 3, 4, 5, perces de différens calibres.

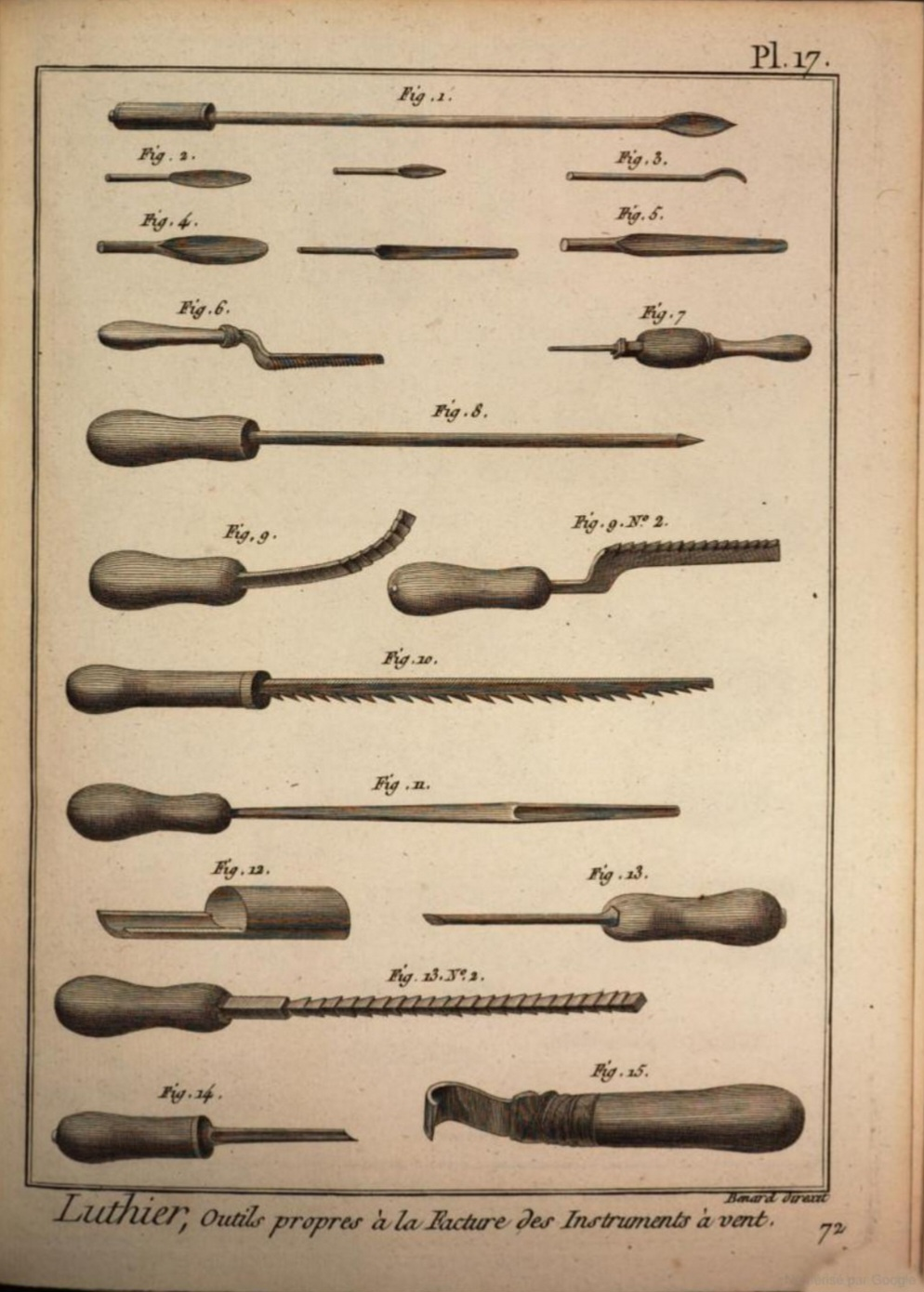
Différentes perces de la Planche 17 Luthier Outils propres à la facture des Instrumens à vent. Encyclopédie méthodique - Arts et métiers mécaniques (1784).

- Fig. 6, équoine.
- Fig. 7, perce-foret.
- Fig. 8, perce-bourdon.
- Fig. 9, entailloir courbe.
- Fig. 9 n°.2, entailloir droit.
- Fig. 10, coulissoire.
- Fig. 11, autre perce.
- Fig. 12, grattoir à anches.
- Fig. 13, perce à main.
- Fig. 13 n°.2, autre coulissoire.
- Fig. 14, évidoire.
- Fig. 15, écurette ou curette.